# Berikon
Berikon é uma comuna da Suíça, no Cantão Argóvia, com cerca de 4.418 habitantes. Estende-se por uma área de 5,38 km², de densidade populacional de 821 hab/km². Confina com as seguintes comunas: Birmensdorf (ZH), Oberwil-Lieli, Rudolfstetten-Friedlisberg, Widen, Zufikon.
A língua oficial nesta comuna é o Alemão.

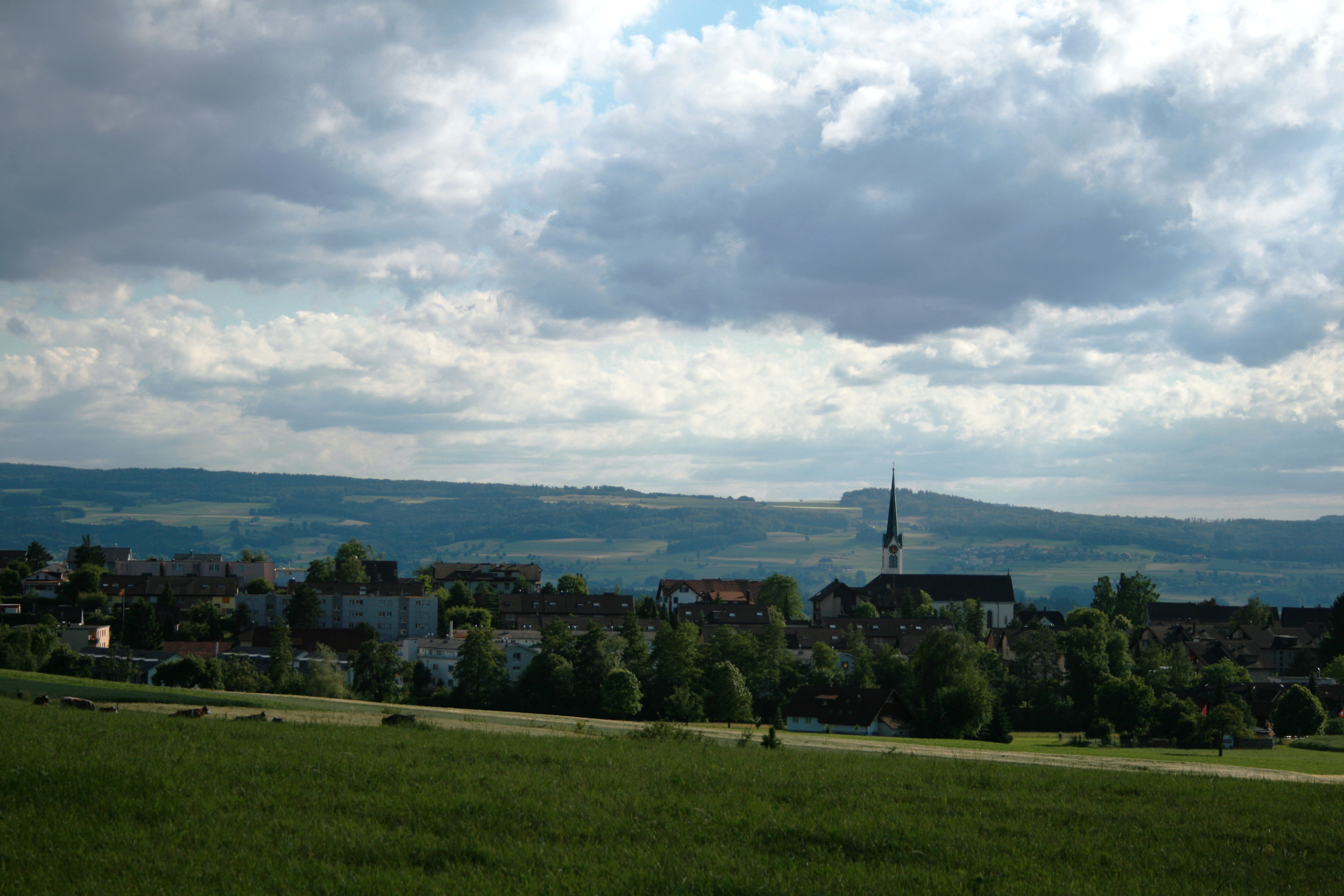
Berikon